# Daniele Bernazzani
Daniele Bernazzani (Piacenza, 28 gennaio 1963) è un allenatore di calcio ed ex calciatore italiano, di ruolo centrocampista.

## Carriera

### Giocatore
Cresciuto nella Vogherese, viene acquistato nel 1981 dall'Inter che lo inserisce nelle formazioni giovanili. Nella stagione successiva avviene l'esordio in Serie A: saranno 11 le presenze per lui al termine della stagione . Nell'ottobre del 1983 viene mandato in prestito alla Pistoiese in Serie B: gioca da titolare (26 presenze) nella stagione che si conclude con la retrocessione in Serie C1 dei toscani.
Nel 1984 passa in comproprietà al Pisa, nel quale vince il campionato di Serie B come rincalzo collezionando 23 presenze (6 delle quali da titolare). Riscattato dall'Inter, finisce ai margini della squadra fino alla trasferta di Coppa UEFA contro il Legia Varsavia, nella quale viene rilanciato tra i titolari da Mario Corso. Chiude la stagione con 8 presenze in campionato, al termine del quale viene ceduto definitivamente, di nuovo al Pisa, dove nuovamente ottiene una promozione in massima serie. Le due stagioni successive con la società toscana vedono prima la vittoria della Mitropa Cup e la salvezza, e quindi la retrocessione in B: in queste tre stagioni colleziona in tutto 88 presenze e 6 reti.

Bernazzani (a sinistra) al Pisa nel 1988, in lotta con il sampdoriano Pari.

Nel 1989 passa alla Reggina in Serie B: nella prima stagione la squadra si piazza al sesto posto, mentre nella stagione successiva retrocederà in Serie C1. Nel gennaio del 1992 passa al Mantova in Serie C2, dove nel 1993 chiude la sua carriera professionistica con la promozione in Serie C1.
In carriera ha totalizzato complessivamente 75 presenze e 4 reti in Serie A e 149 presenze e 2 reti in Serie B.

### Allenatore
I suoi primi passi da allenatore li compie nella formazione della sua città natale: a partire dalla stagione 1994-1995 allena dapprima le formazioni giovanili del Piacenza, arrivando a sedere sulla panchina della prima squadra in Serie A nel gennaio del 2000 per sostituire, in tandem con Maurizio Braghin, l'esonerato Luigi Simoni. Durante questa parentesi, culminata con la retrocessione in Serie B, include stabilmente tra i titolari il giovane Alberto Gilardino; a fine stagione torna a sedere sulla panchina prima degli Allievi Nazionali e poi su quella della Primavera.
Nel 2003 avviene il passaggio all'Inter dove riveste nelle prime tre stagioni l'incarico di allenatore della Primavera, e dopo aver vinto la Coppa Italia Primavera 2005-2006 contro il Milan, si occupa invece degli Allievi Nazionali con i quali diventa campione d'Italia nel 2008. Nello stesso anno viene promosso assistente tecnico della prima squadra dall'allenatore José Mourinho. Nel 2010, con la partenza di Mourinho e l'arrivo di Benitez prima e Leonardo poi, rimane assistente tecnico assieme a Giuseppe Baresi. Nel 2011 anche con Gian Piero Gasperini e poi con Claudio Ranieri rimane assistente tecnico.
Il 26 marzo 2012, dopo l'esonero di Ranieri, sostituisce Andrea Stramaccioni (passato nel frattempo alla guida della prima squadra) sulla panchina della Primavera nerazzurra. Con la formazione giovaline accede alla final eight del campionato di categoria, dove in finale supera la Lazio per 3-2, aggiudicandosi il suo primo titolo di campione d'Italia Primavera. Nella stagione 2012-2013 perde la Supercoppa Primavera contro la Roma e porta la squadra fino alla semifinale play-off persa contro il Torino. Il 5 luglio 2013 lascia la panchina della Primavera nerazzurra a Salvatore Cerrone, per diventare Coordinatore tecnico del settore giovanile dell'Inter.
Torna ad allenare nel 2016, sostituendo sulla panchina della Primavera, per la partita del 5 novembre vinta 1-4 contro la Ternana, Stefano Vecchi, nel frattempo nominato allenatore ad interim della prima squadra dopo l'esonero di Frank de Boer. Stessa situazione si ripete a fine campionato dopo l'esonero di Stefano Pioli. Tornato nei quadri dirigenziali giovanili della società , nel 2022 è confermato coordinatore tecnico delle giovanili  .

## Palmarès

### Giocatore

#### Club

##### Competizioni nazionali
- Coppa Italia: 1

Inter: 1981-1982
- Campionato italiano di Serie B: 1

Pisa: 1984-1985
- Campionato italiano Serie C2: 1

Mantova: 1992-1993 (girone A)

##### Competizioni internazionali
- Coppa Mitropa: 1

Pisa: 1987-1988

#### Individuale
- Capocannoniere della Coppa Mitropa: 1

1987-1988 (2 gol) a pari merito con Rocco Pagano, János Mózner e Luca Cecconi

### Allenatore

#### Club

##### Competizioni giovanili
- Coppa Italia Primavera: 1

Inter: 2005-2006
- Campionato Allievi Nazionali: 1

Inter: 2007-2008
- Campionato Primavera: 1

Inter: 2011-2012